# Mutrux
Mutrux je obec na západě Švýcarska v kantonu Vaud. Žije zde 158 obyvatel.

## Geografie
Mutrux leží v nadmořské výšce 748 m, vzdušnou čarou 13 km severovýchodně od okresního města Yverdon-les-Bains. Zemědělská vesnice se nachází na ostrůvku mýtiny na východním svahu hory Mont Aubert, v panoramatické poloze asi 300 metrů nad hladinou Neuchâtelského jezera.
Území obce o rozloze 3,2 km² pokrývá část jižního svahu Jury, který má v oblasti obce poměrně mírný sklon. Na západě nad Mutruxem se rozkládá les Bois des Râpes, který zabírá severovýchodní svah Mont Aubert. Nejvyšší bod Mutrux se nachází na tomto svahu ve výšce 1120 m n. m.. Severní hranici obce tvoří z velké části údolí potoka La Vaux. V roce 1997 zaujímala 2 % rozlohy obce zastavěná plocha, 62 % lesy a lesní porosty a 36 % zemědělství.
Mutrux zahrnuje několik samostatných zemědělských usedlostí na svazích Mont Aubert. Sousedními obcemi Mutrux jsou Provence na západě a severu, Concise na jihu (obě v kantonu Vaud) a La Grande Béroche v kantonu Neuchâtel na severovýchodě.

## Historie
První zmínka o obci pochází z roku 1358 a nese název Mustrueu, v roce 1867 se objevuje zápis Mutru. Název místa pochází z výrazu mutru (kostel) v dialektu patois (franko-provensálština), který je odvozen z latinského monasterium (klášter). Mutrux patřil od 14. století k panství Grandson. Po roce 1476 se Grandson stal poddanským městem pod společným panstvím Bernu a Fribourgu. Po pádu Staré konfederace patřila obec v letech 1798–1803 v období Helvétské republiky ke kantonu Léman, který byl poté po vstupu v platnost Ústavy o zprostředkování sloučen s kantonem Vaud. Mutrux nemá vlastní kostel, patří do farnosti Provence.

## Obyvatelstvo
| Rok            | 1850 | 1880 | 1900 | 1910 | 1930 | 1950 | 1960 | 1970 | 1980 | 1990 | 2000 |
| Počet obyvatel | 226  | 221  | 182  | 162  | 129  | 120  | 110  | 79   | 84   | 120  | 113  |

99,1 % obyvatel hovoří francouzsky a 0,9 % španělsky (údaj z roku 2000). V roce 1900 měl Mutrux 182 obyvatel, poté se počet obyvatel do roku 1970 snížil na necelých 100 obyvatel. Zejména v posledních letech počet obyvatel opět vzrostl.

## Hospodářství
Mutrux se dosud živí především zemědělstvím. V okolí vesnice je orná půda a pěstuje se ovoce, zatímco ve vyšších oblastech se provozuje pastevectví. Vzhledem k velkému podílu lesů v obci hraje roli lesnictví. Pracovní místa jsou také v místních drobných podnicích. Vzhledem k tomu, že se obec v posledních letech vyvinula také v rezidenční obec, pracuje mnoho zaměstnanců mimo domov ve větších obcích podél Neuchâtelského jezera.

## Doprava
Obec se nachází mimo hlavní dopravní tepny. Hlavní přístupová cesta vede z Concise, zatímco silnice spojuje Mutrux s obcí Saint-Aubin-Sauges přes sousední obec Provence. Nejbližší křižovatka na dálnici A5 (Yverdon–Neuchâtel) je vzdálena asi 6 km od centra obce. Obec je napojena na síť veřejné dopravy prostřednictvím autobusové linky Postbus z Yverdonu do Provence.